# توئویاما نائوکادو
توئویاما نائوکادو (به ژاپنی: 遠山 直廉 とおやま なおかど)، (تولد نامشخص– مرگ ۱۵۶۰/۱۵۷۰/۱۵۷۲)، یک سامورایی از ولایت مینو پدر ریوشو-این (همسراصلی تاکدا کاتسویوری و مادر تاکدا نوبوکاتسو) و همسر خواهر اودا نوبوناگا در ژاپن بود. پدر او ارباب قلعه ایوامورا بود.